# Déjà Vu (альбом Blue System)
Déjà Vu (рус. «Дежавю») — шестой студийный альбом немецкой евродиско-группы Blue System. Выпущен в сентябре 1991 года на лейбле Hansa Records.

## Об альбоме
Одноименный сингл Déjà Vu также имел 2 дополнительные версии — макси-версию и инструментальную.

## Сертификация
- BVMI (Германия) — золотой, последний альбом коллектива, добившийся такого статуса в Германии. Статус присвоен в 1992 году.[1]

## Список композиций
Тексты и музыку всех композиций написал Дитер Болен.
| №                   | Название                    | Длительность |
| ------------------- | --------------------------- | ------------ |
| 1.                  | «Déjà Vu»                   | 3:42         |
| 2.                  | «It's All Over»             | 3:57         |
| 3.                  | «New York - Berlin - Paris» | 4:00         |
| 4.                  | «Mrs. Jones»                | 4:09         |
| 5.                  | «Sexy Thing»                | 3:03         |
| 6.                  | «Praying To The Aliens»     | 3:49         |
| 7.                  | «Dressed In Blue»           | 3:30         |
| 8.                  | «Better Than The Rest»      | 3:59         |
| 9.                  | «Is It Love?»               | 3:02         |
| 10.                 | «Just Say No»               | 3:44         |
| Общая длительность: | Общая длительность:         | 36:57        |

## Участники записи
- Дитер Болен — вокал, аранжировки, продюсирование;
- Бернд Восс — гитара;
- Манфред Тирз — бас-гитара;
- Вернер Беккер — клавишные;
- Удо Дамен — ударные;
- Рольф Кёлер — бас-гитара, бэк-вокал, вокал в припевах;
- Детлеф Видеке — бэк-вокал, вокал в припевах;
- Михаэль Шольц — бэк-вокал, вокал в припевах;
- Луис Родригез — звукоинженер, сопродюсер;
- Марион Швайгер — бэк-вокал на треках № 1, 3, 6;